# Beth Allen (golfer)
Beth Allen (Ojai, 6 december 1981) is een Amerikaanse golfster.

## Amateur
Hoewel anderen in haar gezin ook golften, en haar vader Jim golfles gaf, begon Beth pas toen ze 16 jaar was. Ze studeerde aan de California State University - Northridge en won in die periode vijf toernooien. Ze woont nu in San Diego. Haar topprestatie als amateur was een plaats in de kwartfinale in het Amerikaanse amateurskampioenschap in 2004.

## Professional
Beth Allen werd op 12 mei 2005 lid van de LPGA en speelde dat jaar op de Amerikaanse Ladies Tour. Ze haalde maar drie cuts en verloor haar speelrecht. Via de tourschool kwam ze in 2006 terug en speelde nog elf toernooien, maar ook dat jaar haalde zij maar drie cuts. Ze speelt sindsdien op de Ladies European Tour. In 2010 was ze nummer 51 op de ranglijst, mede door een gedeelde zevende plaats op het ABN Amro Ladies Open op Broekpolder. Ze behaalde drie overwinningen op de Ladies European Tour in 2015 en 2016. Als gevolg van deze prestaties voerde ze in 2016 ook de Ladies European Tour de Order of Merit-lijst aan. Tevens werd ze uitgeroepen tot speelster van het jaar tijdens de Ladies European tour. Via de Qualifying School verkreeg ze voor 2017 opnieuw toegang tot LPGA-tour. 

### Overwinningen
Ladies European Tour
- 2015: ISPS Handa Ladies European Masters
- 2016: Open de France Dames, Fatima Bint Mubarak Ladies Open

ALPG Tour
- 2015: Pennant Hills ALPG Pro-Am

## Trivia
Op 1 maart 2011 kwam zij in het nieuws doordat zij een nier aan haar negen jaar oudere broer Dan had afgestaan. Nadat dokters hadden geconstateerd dat zijn nier de maat van een elfjarige had, moest hij iedere dag tien uren aan de dialyse. De transplantatie slaagde.